# Iwan Timofejewitsch Sawenkow

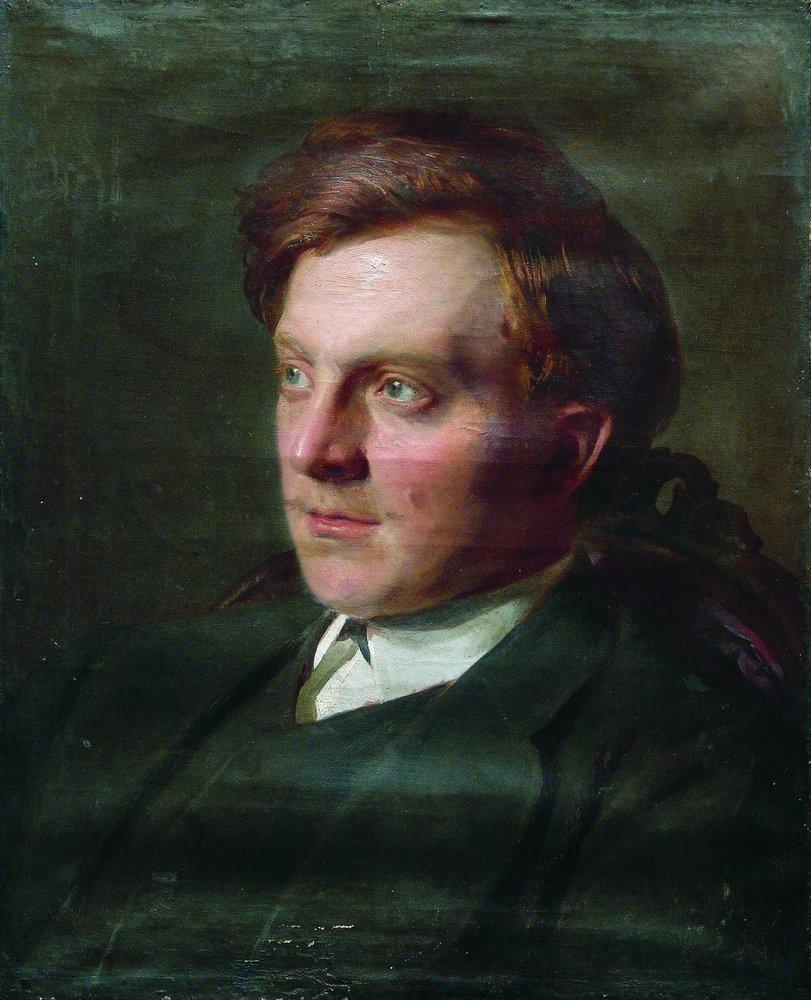
Student Iwan Timofejewitsch Sawenkow (I. J. Repin, um 1870)

Iwan Timofejewitsch Sawenkow (russisch Иван Тимофеевич Савенков; * 20. Junijul. / 2. Juli 1846greg. in Mariupol; † 1. Septemberjul. / 14. September 1914greg. in Krasnojarsk) war ein russischer Physiklehrer, Archäologe und Schachspieler.

## Leben
Sawenkow stammte aus einer Kaufmannsfamilie. Ende der 1850er Jahre zog die Familie nach Irkutsk um. Nach dem Besuch des Irkutsker Städtischen Gymnasiums begann er 1865 das Studium an der physikalisch-mathematischen Fakultät der Universität St. Petersburg, das er 1871 abschloss.
Sawenkow kehrte nach Sibirien zurück und unterrichtete Mathematik, Physik und Naturkunde am Irkutsker Gymnasium. Nach Eröffnung des Krasnojarsker Lehrerseminars 1873 wurde er dessen Direktor und leitete es 20 Jahre lang. Die Erfahrungen in seiner pädagogischen Arbeit waren Gegenstand mehrerer Bücher. Sawenkows pädagogische Arbeiten wurden in sowjetischer Zeit nicht gedruckt. Mit seinen Studenten führte er Exkursionen in die Umgebung Krasnojarsks durch und dabei auch in das jetzige Naturschutzgebiet Stolby am Nordwestrand des Sajangebirge. Er erstellte eine topografische Karte der Umgebung von Krasnojarsk, die dann die Grundlage für die späteren Geologen Sibiriens war. Bei archäologischen Untersuchungen an der Basaicha (Nebenfluss des Jenissei) 1883 und 1884 fand er Steinzeitwerkzeuge.
Für Gennadi Wassiljewitsch Judin ordnete Sawenkow zusammen mit Nikolai Nikitowitsch Bakai Judins umfangreiches Archiv. Als Judin sich 1884 neben seiner Datsche in Tarakanowka auf dem Afontowa-Berg in Krasnojarsk für seine riesige Bibliothek ein spezielles Holzgebäude bauen ließ, wurde ein Kurgan entdeckt. Sawenkow untersuchte den Kurgan intensiv und überprüfte 1500 steinzeitliche Objekte. Erstmals fand er Werkzeuge zum Bearbeiten von Schabern. Wegen seiner archäologischen Forschungen wurde er exkommuniziert.
1884 wurde Sawenkow Mitglied der ostsibirischen Abteilung der Russischen Geographischen Gesellschaft und erhielt 100 Rubel für Untersuchungen von Fundstätten in der Umgebung Krasnojarsks und von Felsbildern an der Mana und der Kolbe. Im November 1884 berichtete er in Irkutsk der Geographischen Gesellschaft, worauf sein Forschungsgeld verdoppelt wurde. Das Hauptproblem war der Mangel an Fachkräften und Büchern. Das Bezirksmuseum in Minussinsk schickte ihm Bücher über Archäologie. Im Juli 1885 kam Iwan Dementjewitsch Tscherski aus Irkutsk zu Untersuchungen auf dem Afontowa-Berg. Im gleichen Jahr führte Sawenkow eine 500-km-Forschungsreise am Jenissei und seinen Nebenflüssen durch. Sawenkow stellte die Ergebnisse seiner Untersuchungen auf dem internationalen Anthropologie-Kongress 1892 in Moskau vor, wodurch der Afontowa-Berg weltweit bekannt wurde.
1893 wurde Sawenkow als Volksschulinspektor nach Warschau versetzt. 1901 ließ er sich beurlauben und zog nach Moskau. Er begann dann als Geschäftsführer für den Goldindustriellen Iwan Ignatjewitsch Nekrassow in Kansk zu arbeiten. Von 1907 bis 1911 leitete er das Bezirksmuseum in Minussinsk und führte archäologische Untersuchungen in Chakassien und im Minussinsker Ujesd durch. 1912 kehrte er wegen der Erkrankung seiner Frau Jekaterina Iwanowna geborene Baturina nach Krasnojarsk zurück. In Krasnojarsk war Jekaterina Iwanowna die erste Frau im Staatsdienst. Sawenkow veröffentlichte ein Buch über die darstellende Kunst am Jenissei, wofür er zum Korrespondierenden Mitglied der Akademie der Wissenschaften gewählt wurde. 1913 starb seine Frau, und er erkrankte an Typhus. Das russische Komitee der Akademie der Wissenschaften überwies ihm 800 Rubel für Untersuchungen in Nord- und Mittelasien. Im Sommer 1914 begann er weitere Ausgrabungen auf dem Afontowa-Berg. Während der Arbeit erlitt er einen Herzinfarkt, worauf er im Krankenhaus starb.
Sawenkow hatte in Krasnojarsk die Gesellschaft für dramatische Kunst gegründet. Er war Schauspieler und Regisseur am Krasnojarsker Theater. Er spielte den Stadthauptmann in Nikolai Wassiljewitsch Gogols Revisor und den Unglücklichen in Alexander Nikolajewitsch Ostrowskis Wald. Er rezitierte meisterlich und schuf Gedichte und Lieder für Kinder.
Während seines Studiums in St. Petersburg hatte Sawenkow 1868 in Krasnojarsk eine Schachgruppe gegründet. Innerhalb von 4 Jahren hatte er einen telegrafischen Schachcode entwickelt, um Schachturniere der Gruppen in St. Petersburg und Krasnojarsk durchführen zu können. Von November 1886 bis Mai 1888 veranstaltete er ein solches Turnier, das die Krasnojarsker mit 1,5 : 0,5 gewannen. Mit Michail Iwanowitsch Tschigorin führte er einen regen Briefwechsel. Im Schachmatnoje Obosrenije wurden 1893 Sawenkows sprichwörtliche Aussagen zum Schach veröffentlicht. Durch Vermittlung des Goldindustriellen A. P. Kusnezow erhielt Sawenkow Informationen vom Ethnographen J. K. Jakowlew über das Schachspielen im kleinen Volk der Sojoten in Burjatien, und der Großhändler G. P. Safjanow beschaffte einen unvollständigen Schachfigurensatz. Sawenkow verfasste einen großen Aufsatz über das Schachspiel bei den Sojoten und anderen Völkern in Nord- und Zentralasien, der 1905 in der Nr. 1 des Etnografitscheskoje Obosrenije erschien. Einige Schachpartien Sawenkows wurden in dem von Wilhelm Steinitz geleiteten International Chess Magazine veröffentlicht.
Sawenkow hatte Sport getrieben: er war Schwimmer, Turner und der beste Schütze der Stadt, so dass er wesentlich zur Entwicklung des Sports in Krasnojarsk beitrug.